# Куркелес
Куркеле́с (каз. Күркелес) — село у складі Сариагаського району Туркестанської області Казахстану. Входить до складу Куркелеського сільського округу.
У радянські часи село називалося 22 Партз'їзд.
Населення — 6389 осіб (2021; 4084 у 2009, 2830 у 1999, 2192 у 1989).